# Huấn luyện viên

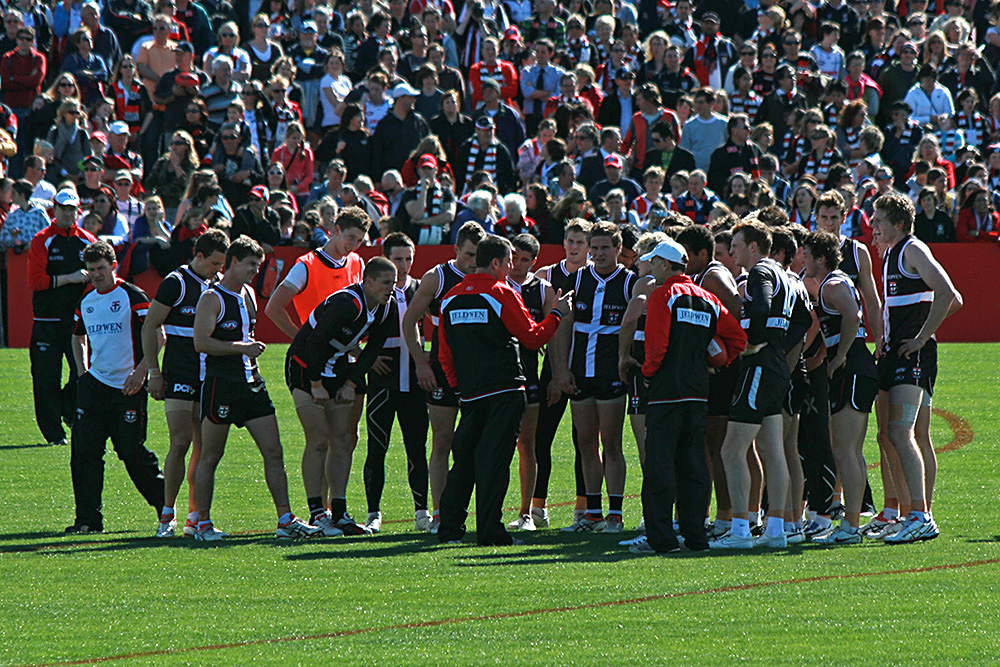
Huấn luyện viên cao cấp Ross Lyon chỉ thị cho các cầu thủ đội bóng St Kilda tại giải Australian Football League trước trận chung kết AFL năm 2009 của Úc.

Trong thể thao, huấn luyện viên là người trực tiếp huấn luyện, đào tạo và hướng dẫn các hoạt động của một đội thể thao hoặc của một cá nhân vận động viên.
Một huấn luyện viên, đặc biệt trong một trận đấu lớn, thường được hỗ trợ bởi một hoặc nhiều trợ lý huấn luyện viên. Họ có thể là điều phối viên hoặc chuyên gia thể lực.